# 中性紙

中性紙の記号

中性紙（ちゅうせいし）は、中性から弱アルカリ性域で製造された紙で、てん料（充填剤）として炭酸カルシウムが主に使用されている。製造された紙も中性から弱塩基性を示す（紙のpH測定に関しては、JISなどに規定されている）。厳密には無酸紙（英語：acid-free paper）とは区別される。酸性紙ではサイズ剤（インクのにじみ止め）としてロジンが使用されていたのに対し、中性紙ではAKD（アルキルケテンダイマー）やASA（アルケニル無水コハク酸）などが使用されている。主に工業的手法に基づいて生産された紙のことを指す。
中性紙と呼ばれる紙が登場したのは酸性紙による劣化が問題化してきた20世紀半ば頃である。それまで工業的に生産された紙は全てと言っていいほど酸性紙が占めており、19世紀や20世紀初頭に作られた紙が次々に劣化してくると中性紙が求められた。
中性紙は今日では書籍や資料に主に用いられているほか、上質紙の多くは中性紙である。

## 符号位置
| 記号 | Unicode | JIS X 0213 | 文字参照         | 名称                              |
| ---- | ------- | ---------- | ---------------- | --------------------------------- |
| ♾    | U+267E  |            | &#x267E; &#9854; | 中性紙マーク PERMANENT PAPER SIGN |